# Governor General's Awards
Governor General's Awards (på engelska) eller Prix du Gouverneur général (på franska) är en samling priser som delas ut av Kanadas generalguvernör, som hedersbetygelser inom en rad akademiska, konstnärliga och samhälleliga områden. Det första instiftades 1936 av John Buchan, som själv också var författare. Senare generalguvernörer har tagit efter och instiftat priser för vilka verksamheter som helst de personligen funnit viktiga. Bara Adrienne Clarkson instiftade två generalguvernörspriser: ett för bild- och mediakonst, Governor General's Award in Visual and Media Arts/Prix du Gouverneur général en arts visuels et en arts médiatiques, och ett för arkitektur, Governor General's Medals in Architecture/Les médailles du Gouverneur général en architecture.